# Rudolf Jugert
Rudolf Gustav Wilhelm Jugert (Hannover, 30 settembre 1907 – Monaco di Baviera, 14 aprile 1979) è stato un regista tedesco.

## Biografia
Dopo aver frequentato il Centro sperimentale di cinematografia di Roma, Rudolf Jugert iniziò come aiuto regista di Helmut Käutner, con il quale girò film quali Kleider machen Leute (1940), Arrivederci Francesca (1941) e La collana di perle (1943).
Il debutto come regista avvenne nel 1948 con Film ohne Titel, al quale seguirono circa 30 film girati tra gli anni cinquanta e sessanta. Tra questi Di notte sulle strade del 1952, che gli valse il premio come miglior regista ai Deutscher Filmpreis, Ein Herz spielt falsch del 1953, presentato in concorso alla 3ª edizione del Festival di Berlino, e Kennwort... Reiher, ultimo lungometraggio del 1964 vincitore del premio Lola come miglior film.
In seguito passò alla regia televisiva, dedicandosi a film tv e ad alcune serie popolari degli anni settanta quali Der Bastian (1973), Graf Yoster gibt sich die Ehre (1976) e Drei sind einer zuviel (1977). Nel 1971 diresse anche alcuni cortometraggi per bambini tratti da fiabe dei fratelli Grimm come Schneewittchen (Biancaneve), Hänsel und Gretel, Die Gänsemagd (La ragazza delle oche) e Allerleirauh (Dognipelo).

## Filmografia

### Lungometraggi
- Film ohne Titel (1948)
- Hallo, Fräulein! (1949)
- Einmaleins der Ehe (1949)
- Ho ucciso tuo fratello (Es kommt ein Tag) (1950)
- Eine Frau mit Herz (1951)
- Di notte sulle strade (Nachts auf den Straßen) (1952)
- Ich heiße Niki (1952)
- Illusion in Moll (1952)
- Ein Herz spielt falsch (1953)
- Jonny rettet Nebrador (1953)
- Eine Liebesgeschichte (1954)
- Gefangene der Liebe (1954)
- Ihre große Prüfung (1954)
- Rose d'autunno (Rosen im Herbst) (1955)
- Studentin Helene Willfüer (1956)
- Amanti imperiali (Kronprinz Rudolfs letzte Liebe) (1956)
- Nina (1956)
- Der Meineidbauer (1956)
- Ein Stück vom Himmel (1958)
- Eva küßt nur Direktoren (1958)
- Frauensee (1958)
- La baronessa di fuoco (Operazione Sigfrido) (Die feuerrote Baronesse) (1959)
- La vera storia di Rosemarie (Die Wahrheit über Rosemarie) (1959)
- The Perjurer (1959)
- Merce bionda (Endstation Rote Laterne) (1960)
- L'amore e il diavolo (Der Satan lockt mit Liebe) (1960)
- Die junge Sünderin (1960)
- Die Stunde, die du glücklich bist (1961)
- Lo scandalo Sibelius (Frauenarzt Dr. Sibelius) (1962)
- Donne senza paradiso - La storia di San Michele (Axel Munthe - Der Arzt von San Michele) (1962)
- Kennwort... Reiher (1964)

### Cortometraggi
- Schneewittchen (1971)
- König Drosselbart (1971)
- Hänsel und Gretel (1971)
- Frau Holle (1971)
- Die kluge Bauerntochter (1971)
- Die Gänsemagd (1971)
- Allerleirauh (1971)

## Televisione

### Film tv
- Zeit des Glücks (1961)
- Ein Windstoß (1963)
- Bezaubernde Mama (1964)
- Intermezzo (1965)
- Paris muß brennen! - Die Rettung der französischen Hauptstadt durch den General von Choltitz (1965)
- Tatort (1965)
- Der Tag danach (1965)
- Der Fall Vera Brühne (1966)
- Der Fall Angelika (1966)
- Hugenberg - Gegen die Republik (1967)
- Brückenallee Nr. 3 (1967)
- Berliner Blockade (1968)
- Der Reformator (1968)
- Der Fall Tuchatschewskij (1968)
- Das Wunder von Lengede (1969)
- Verratener Widerstand - Das Funkspiel der deutschen Abwehr in Holland (1969)
- Jacques Offenbach - Ein Lebensbild (1969)
- Blaue Blüten (1970)
- Annemarie Lesser (1971)
- Balthasar im Stau (1979)

### Serie tv
- Die fünfte Kolonne (1965-1966) - 3 episodi
- Der Vater und sein Sohn (1967-1968)
- Das Kriminalmuseum (1968) - 1 episodio
- Meine Schwiegersöhne und ich (1969-1970)
- Preußen über alles... - Bismarcks deutsche Einigung (1971) - miniserie
- Unsere heile Welt (1972)
- Der Bastian (1973)
- Der wilde und der zahme Westen (1974)
- Der Herr Kottnik (1974)
- Unsere Penny (1975)
- Graf Yoster gibt sich die Ehre (1976) - 6 episodi
- Drei sind einer zuviel (1977)
- Unternehmen Rentnerkommun (1978-1979)